# (19630) Janebell
(19630) Janebell (1999 RT33) – planetoida z pasa głównego asteroid okrążająca Słońce w ciągu 4,23 lat w średniej odległości 2,61 j.a. Odkryta 2 września 1999 roku.